# جاي دون ريد
جاي دون ريد (بالإنجليزية: J. Don Read)‏ هو عالم نفس أمريكي، ولد في 1943.